# العلاقات البوتانية الغامبية
العلاقات البوتانية الغامبية هي العلاقات الثنائية التي تجمع بين بوتان وغامبيا.

## مقارنة بين البلدين
هذه مقارنة عامة ومرجعية للدولتين:
| وجه المقارنة                                              | بوتان          | غامبيا       |
| --------------------------------------------------------- | -------------- | ------------ |
| المساحة (كم2)                                             | 38.39 ألف      | 11.30 ألف    |
| عدد السكان (نسمة)                                         | 807.61 ألف     | 2.10 مليون   |
| الكثافة السكانية (ن./كم²)                                 | 21.04          | 185.84       |
| العاصمة                                                   | تيمفو          | بانجول       |
| اللغة الرسمية                                             | لغة دزونكا     | لغة إنجليزية |
| العملة                                                    | نغولترم بوتاني | دالاسي غامبي |
| الناتج المحلي الإجمالي (بليون دولار)                      | 2.51 مليار     | 1.01 مليار   |
| الناتج المحلي الإجمالي (تعادل القوة الشرائية) بليون دولار | 6.49 مليار     | 3.34 مليار   |
| الناتج المحلي الإجمالي الاسمي للفرد دولار أمريكي          | 2.66 ألف       | 471          |
| الناتج المحلي الإجمالي للفرد دولار أمريكي                 | 7.82 ألف       |              |
| مؤشر التنمية البشرية                                      | 0.605          | 0.441        |
| رمز المكالمات الدولي                                      | +975           | +220         |
| رمز الإنترنت                                              | .bt            | .gm          |
| المنطقة الزمنية                                           | ت ع م+06:00    | 00           |

## منظمات دولية مشتركة
يشترك البلدان في عضوية مجموعة من المنظمات الدولية، منها:
| علم المنظمة | اسم المنظمة                        | تاريخ انضمام بوتان | تاريخ انضمام غامبيا |
| ----------- | ---------------------------------- | ------------------ | ------------------- |
|             | مؤسسة التنمية الدولية              | 28 سبتمبر 1981     | 18 أكتوبر 1967      |
|             | مؤسسة التمويل الدولية              | 1 ديسمبر 2003      | 19 سبتمبر 1983      |
|             | منظمة حظر الأسلحة الكيميائية       | ?                  | ?                   |
|             | الأمم المتحدة                      | 21 سبتمبر 1971     | 21 سبتمبر 1965      |
|             | الاتحاد الدولي للاتصالات           | 15 سبتمبر 1988     | 27 مايو 1974        |
|             | منظمة الشرطة الجنائية الدولية      | ?                  | ?                   |
|             | البنك الدولي للإنشاء والتعمير      | 28 سبتمبر 1981     | 18 أكتوبر 1967      |
|             | الاتحاد البريدي العالمي            | ?                  | ?                   |
|             | وكالة ضمان الاستثمار متعدد الأطراف | 21 أكتوبر 2014     | 11 سبتمبر 1992      |
|             | يونسكو                             | 13 أبريل 1982      | 1 أغسطس 1973        |

## وصلات خارجية
- موقع وزارة الخارجية البوتانية
- موقع وزارة الخارجية الغامبية